# Viaje al centro de la tele
Viaje al centro de la tele es un programa de televisión, creado y dirigido por el periodista y guionista Pedro Santos Movellán, que refleja las mejores imágenes de personajes conocidos, que RTVE ha mostrado en las últimas décadas. 
El formato se estrenó el 9 de julio de 2013 en La 1.

## Formato
Viaje al centro de la tele aborda en cada una de sus entregas una temática diferente para descubrir el antes y el después de las caras más conocidas, la primera vez que se pusieron ante una cámara, la canción del verano, el fenómeno de los concursos, las anécdotas gastronómicas, el mundo del espectáculo, las modas, etcétera. El formato ha obtenido el premio Iris de la Academia de las Ciencias y las Artes de la Televisión en 2020, asimismo su creador y director, Pedro Santos, fue finalista en el apartado de mejor guion en 2021.

## Equipo técnico
| Dirección de contenidos generales de RTVE | Amalia Martínez de Velasco |
| Dirección de originales de RTVE           | Ana María Bordas           |
| Dirección de magazines de TVE             | Maribel Sánchez Marotp     |
| Producción ejecutiva                      | Javier Cruz                |
| Producción                                | Carmen Ortiz               |
| Dirección                                 | Pedro Santos Movellán      |
| Realización                               | Fernando Sanjuan           |
| Realización                               | Iris Martín                |
| Redacción y guion                         | Emilio Balseiro            |
| Redacción y guion                         | Susana Masedo              |
| Redacción y guion                         | Daniel Manzano             |
| Redacción y guion                         | Raúl de Andrés             |
| Redacción y guion                         | Pedro Santos Movellán      |
| Ambientación musical                      | Pablo Miyar                |
| Sonorización                              | Javier Llorente            |
| Montaje                                   | Anna Núñez                 |
| Diseño gráfico e inforgrafía              | Guadalupe Laguna           |
| Ilustraciones y viñetas                   | Forges                     |
| Redes sociales                            | Elena Domínguez Polentinos |

## Audiencias
| Temporada | Temporada | Episodios | Estreno                  | Final                   | Audiencia media | Audiencia media   | Audiencia media |
| Temporada | Temporada | Episodios | Estreno                  | Final                   | Espectadores    | Cuota de pantalla |                 |
| --------- | --------- | --------- | ------------------------ | ----------------------- | --------------- | ----------------- | --------------- |
|           | 1.ª       | 9         | 9 de julio de 2013       | 3 de septiembre de 2013 | 1 076 000       | 8,4%              |                 |
|           | 2.ª       | 9         | 11 de julio de 2014      | 24 de diciembre de 2014 | 1 247 000       | 10,1%             |                 |
|           | 3.ª       | 21        | 18 de mayo de 2015       | 24 de diciembre de 2015 | 1 616 000       | 10,0%             |                 |
|           | 4.ª       | 13        | 19 de febrero de 2016    | 23 de junio de 2016     | 1 068 000       | 8,9%              |                 |
|           | 5.ª       | 9         | 28 de octubre de 2016    | 24 de diciembre de 2016 | 625 000         | 7,1%              |                 |
|           | 6.ª       | 19        | 17 de julio de 2017      | 24 de diciembre de 2017 | 1 530 000       | 11,6%             |                 |
|           | 7.ª       | 26        | 4 de julio de 2018       | 18 de mayo de 2019      | 1 460 000       | 11,6%             |                 |
|           | 8.ª       | 14        | 6 de septiembre de 2019  | 24 de diciembre de 2019 | 944 000         | 8,1%              |                 |
|           | 9.ª       | 10        | 10 de septiembre de 2020 | 24 de diciembre de 2020 | 660 000         | 8,3%              |                 |
|           | 10.ª      | 25        | 19 de julio de 2021      | 24 de diciembre de 2021 | 1 096 000       | 10,0%             |                 |
|           | 11.ª      | 14        | 14 de mayo de 2022       | 25 de diciembre de 2022 | 918 000         | 9,7%              |                 |
|           | 12.ª      | 11        | 1 de junio de 2023       | 25 de diciembre de 2023 | 659 000         | 8,1%              |                 |
|           | 13.ª      | 11        | 13 de septiembre de 2024 | 25 de diciembre de 2024 | 536 000         | 7,2%              |                 |
|           | 14.ª      |           | 16 de mayo de 2025       | 2025                    |                 |                   |                 |
| Total     | Total     |           | 2013                     | —                       | —               | —                 |                 |

### Temporada 1: 2013
| N.º (serie) | N.º (temp.) | Título                   | Fecha de emisión        | Audiencia         |
| ----------- | ----------- | ------------------------ | ----------------------- | ----------------- |
| 1           | 1           | «Yo no soy ese»          | 9 de julio de 2013      | 1 321 000 (8,8%)  |
| 2           | 2           | «Concursar es un placer» | 16 de julio de 2013     | 1 368 000 (9,7%)  |
| 3           | 3           | «Qué tipo tengo»         | 23 de julio de 2013     | 1 481 000 (10,1%) |
| 4           | 4           | «Metida en mi cabeza»    | 30 de julio de 2013     | 985 000 (6,6%)    |
| 5           | 5           | «El plato fuerte»        | 6 de agosto de 2013     | 1 178 000 (8,7%)  |
| 6           | 6           | «De fuera vendrán»       | 13 de agosto de 2013    | 1 103 000 (8,6%)  |
| 7           | 7           | «Es mi primera vez»      | 20 de agosto de 2013    | 916 000 (6,8%)    |
| 8           | 8           | «Esto es espectáculo»    | 27 de agosto de 2013    | 830 000 (5,7%)    |
| 9           | 9           | «Con cara de velocidad»  | 3 de septiembre de 2013 | 629 000 (8,0%)    |

### Temporada 2: 2014
| N.º (serie) | N.º (temp.) | Título                         | Fecha de emisión        | Audiencia         |
| ----------- | ----------- | ------------------------------ | ----------------------- | ----------------- |
| 10          | 1           | «Queremos un hijo tuyo»        | 11 de julio de 2014     | 1 265 000 (9,7%)  |
| 11          | 2           | «¡Son como niños!»             | 18 de julio de 2014     | 1 344 000 (10,5%) |
| 12          | 3           | «Por todo lo alto»             | 25 de julio de 2014     | 1 261 000 (10,2%) |
| 13          | 4           | «Del guateque a la discoteque» | 1 de agosto de 2014     | 1 321 000 (10,1%) |
| 14          | 5           | «Corazón latino»               | 8 de agosto de 2014     | 1 290 000 (11,2%) |
| 15          | 6           | «Aquí hay tema»                | 15 de agosto de 2014    | 1 153 000 (10,4%) |
| 16          | 7           | «Vaya veranito»                | 29 de agosto de 2014    | 1 112 000 (9,7%)  |
| 17          | 8           | «Imitadores e imitados»        | 5 de septiembre de 2014 | 1 231 000 (8,9%)  |
| 18          | Especial    | «El centro de la Navidad»      | 24 de diciembre de 2014 | 1 119 000 (16,1%) |

### Temporada 3: 2015
| N.º (serie) | N.º (temp.) | Título                           | Fecha de emisión        | Audiencia         |
| ----------- | ----------- | -------------------------------- | ----------------------- | ----------------- |
| 19          | 1           | «Más que niños (I)»              | 18 de mayo de 2015      | 1 564 000 (8,1%)  |
| 20          | 2           | «Más que niños (II)»             | 19 de mayo de 2015      | 2 076 000 (10,4%) |
| 21          | 3           | «Yo sobreviví a Eurovisión (I)»  | 20 de mayo de 2015      | 2 252 000 (11,5%) |
| 22          | 4           | «Yo sobreviví a Eurovisión (II)» | 21 de mayo de 2015      | 2 221 000 (11,7%) |
| 23          | 5           | «Pesos pesados (I)»              | 25 de mayo de 2015      | 1 348 000 (6,7%)  |
| 24          | 6           | «Pesos pesados (II)»             | 26 de mayo de 2015      | 1 939 000 (9,7%)  |
| 25          | 7           | «BBC (I)»                        | 27 de mayo de 2015      | 1 208 000 (6,0%)  |
| 26          | 8           | «BBC (II)»                       | 28 de mayo de 2015      | 1 682 000 (9,1%)  |
| 27          | 9           | «Parte de tu vida (I)»           | 1 de junio de 2015      | 1 524 000 (7,9%)  |
| 28          | 10          | «Parte de tu vida (II)»          | 2 de junio de 2015      | 2 018 000 (10,5%) |
| 29          | 11          | «Pasión por la tele (I)»         | 3 de junio de 2015      | 1 639 000 (9,1%)  |
| 30          | 12          | «Pasión por la tele (II)»        | 4 de junio de 2015      | 1 179 000 (6,8%)  |
| 31          | 13          | «Me visto de gala (I)»           | 8 de junio de 2015      | 1 438 000 (7,9%)  |
| 32          | 14          | «Me visto de gala (II)»          | 9 de junio de 2015      | 1 854 000 (9,6%)  |
| 33          | 15          | «Después del triunfo (I)»        | 10 de junio de 2015     | 2 109 000 (11,3%) |
| 34          | 16          | «Después del triunfo (II)»       | 11 de junio de 2015     | 1 636 000 (8,6%)  |
| 35          | 17          | «Don de lenguas (I)»             | 13 de julio de 2015     | 1 627 000 (11,4%) |
| 36          | 18          | «Don de lenguas (II)»            | 14 de julio de 2015     | 1 526 000 (11,1%) |
| 37          | 19          | «Desde que tú te has ido (I)»    | 15 de julio de 2015     | 1 322 000 (9,7%)  |
| 38          | 20          | «Desde que tú te has ido (II)»   | 16 de julio de 2015     | 1 260 000 (9,4%)  |
| 39          | Especial    | «La última noche»                | 24 de diciembre de 2015 | 1 400 000 (18,9%) |

### Temporada 4: 2016
| N.º (serie) | N.º (temp.) | Título                     | Fecha de emisión      | Audiencia         |
| ----------- | ----------- | -------------------------- | --------------------- | ----------------- |
| 40          | 1           | «Famosos en apuros»        | 19 de febrero de 2016 | 1 149 000 (8,1%)  |
| 41          | 2           | «Ha nacido una estrella»   | 26 de febrero de 2016 | 1 592 000 (10,6%) |
| 42          | 3           | «Tócala otra vez»          | 4 de marzo de 2016    | 1 262 000 (9,1%)  |
| 43          | 4           | «Los sie7e magníficos»     | 11 de marzo de 2016   | 1 007 000 (7,1%)  |
| 44          | 5           | «Instinto básico»          | 18 de marzo de 2016   | 1 242 000 (9,7%)  |
| 45          | 6           | «Los cinco temazos»        | 1 de abril de 2016    | 1 595 000 (11,5%) |
| 46          | 7           | «Ídolos del deporte»       | 15 de abril de 2016   | 1 006 000 (8,0%)  |
| 47          | 8           | «Locos por la juerga»      | 29 de abril de 2016   | 956 000 (7,9%)    |
| 48          | 9           | «Mujeres de rompe y rasga» | 6 de mayo de 2016     | 894 000 (6,8%)    |
| 49          | 10          | «Engalana2»                | 26 de mayo de 2016    | 797 000 (9,1%)    |
| 50          | 11          | «Adiós amigos»             | 2 de junio de 2016    | 362 000 (4,7%)    |
| 51          | 12          | «Todo queda en familia»    | 9 de junio de 2016    | 1 141 000 (7,3%)  |
| 52          | 13          | «Más parte de tu vida»     | 23 de junio de 2016   | 548 000 (6,1%)    |

### Temporada 5: 2016
| N.º (serie) | N.º (temp.) | Título                       | Fecha de emisión        | Audiencia       |
| ----------- | ----------- | ---------------------------- | ----------------------- | --------------- |
| 53          | 1           | «Quiero ser artista»         | 27 de octubre de 2016   | 942 000 (10,0%) |
| 54          | 2           | «Cinco temazos más»          | 3 de noviembre de 2016  | 486 000 (5,4%)  |
| 55          | 3           | «Vaya preguntita»            | 10 de noviembre de 2016 | 555 000 (5,8%)  |
| 56          | 4           | «Los diez míticos»           | 17 de noviembre de 2016 | 572 000 (6,0%)  |
| 57          | 5           | «Lo nunca visto»             | 24 de noviembre de 2016 | 599 000 (6,2%)  |
| 58          | 6           | «El verano de tu vida»       | 1 de diciembre de 2016  | 461 000 (4,9%)  |
| 59          | 7           | «Nací graciosillo»           | 8 de diciembre de 2016  | 598 000 (6,0%)  |
| 60          | 8           | «Especial: Un, dos, tres...» | 15 de diciembre de 2016 | 685 000 (7,1%)  |
| 61          | Especial    | «Vive la Navidad»            | 24 de diciembre de 2016 | 731 000 (12,4%) |

### Temporada 6: 2017
| N.º (serie) | N.º (temp.) | Título                            | Fecha de emisión        | Audiencia         |
| ----------- | ----------- | --------------------------------- | ----------------------- | ----------------- |
| 62          | 1           | «Éramos tan jóvenes (I)»          | 17 de julio de 2017     | 1 896 000 (13,5%) |
| 63          | 2           | «Éramos tan jóvenes (II)»         | 18 de julio de 2017     | 1 468 000 (10,4%) |
| 64          | 3           | «Cinco temazos, la trilogía (I)»  | 19 de julio de 2017     | 1 461 000 (10,9%) |
| 65          | 4           | «Cinco temazos, la trilogía (II)» | 20 de julio de 2017     | 1 329 000 (9,6%)  |
| 66          | 5           | «Diez míticos más (I)»            | 24 de julio de 2017     | 1 687 000 (12,3%) |
| 67          | 6           | «Diez míticos más (II)»           | 25 de julio de 2017     | 1 424 000 (10,3%) |
| 68          | 7           | «Canta conmigo (I)»               | 26 de julio de 2017     | 1 506 000 (11,3%) |
| 69          | 8           | «Canta conmigo (II)»              | 27 de julio de 2017     | 1 354 000 (10,3%) |
| 70          | 9           | «Me voy de fiesta (I)»            | 31 de julio de 2017     | 1 531 000 (11,6%) |
| 71          | 10          | «Me voy de fiesta (II)»           | 1 de agosto de 2017     | 1 360 000 (10,4%) |
| 72          | 11          | «Las perlas de la tele (I)»       | 21 de agosto de 2017    | 1 618 000 (12,4%) |
| 73          | 12          | «Las perlas de la tele (II)»      | 22 de agosto de 2017    | 1 510 000 (11,6%) |
| 74          | 13          | «Mi rollo es el rock (I)»         | 23 de agosto de 2017    | 1 366 000 (10,5%) |
| 75          | 14          | «Mi rollo es el rock (II)»        | 24 de agosto de 2017    | 1 212 000 (9,8%)  |
| 76          | 15          | «Fuera del tiesto (I)»            | 28 de agosto de 2017    | 1 550 000 (10,2%) |
| 77          | 16          | «Fuera del tiesto (II)»           | 29 de agosto de 2017    | 1 801 000 (11,8%) |
| 78          | 17          | «Vuelta a la discoteque (I)»      | 30 de agosto de 2017    | 1 671 000 (11,2%) |
| 79          | 18          | «Vuelta a la discoteque (II)»     | 31 de agosto de 2017    | 2 038 000 (13,4%) |
| 80          | Especial    | «La Navidad canta»                | 24 de diciembre de 2017 | 1 295 000 (19,4%) |

### Temporada 7: 2018
| N.º (serie) | N.º (temp.) | Título                                | Fecha de emisión        | Audiencia         |
| ----------- | ----------- | ------------------------------------- | ----------------------- | ----------------- |
| 81          | 1           | «¿Bailas? (I)»                        | 4 de julio de 2018      | 1 302 000 (8,7%)  |
| 82          | 2           | «¿Bailas? (II)»                       | 5 de julio de 2018      | 1 233 000 (8,5%)  |
| 83          | 3           | «Momentazos de Un, dos, tres... (I)»  | 9 de julio de 2018      | 1 865 000 (12,9%) |
| 84          | 4           | «Momentazos de Un, dos, tres... (II)» | 10 de julio de 2018     | 1 741 000 (11,7%) |
| 85          | 5           | «Vaya pintas hijo (I)»                | 11 de julio de 2018     | 910 000 (5,5%)    |
| 86          | 6           | «Vaya pintas hijo (II)»               | 12 de julio de 2018     | 1 436 000 (10,9%) |
| 87          | 7           | «Los profetas de la tele (I)»         | 16 de julio de 2018     | 1 337 000 (9,7%)  |
| 88          | 8           | «Los profetas de la tele (II)»        | 17 de julio de 2018     | 1 499 000 (11,3%) |
| 89          | 9           | «Especial Mecano (I)»                 | 18 de julio de 2018     | 1 533 000 (11,2%) |
| 90          | 10          | «Especial Mecano (II)»                | 19 de julio de 2018     | 1 597 000 (12,2%) |
| 91          | 11          | «Estas son las mañanitas (I)»         | 23 de julio de 2018     | 1 312 000 (9,6%)  |
| 92          | 12          | «Estas son las mañanitas (II)»        | 24 de julio de 2018     | 1 641 000 (12,3%) |
| 93          | 13          | «Los Llenapistas (I)»                 | 25 de julio de 2018     | 1 524 000 (11,9%) |
| 94          | 14          | «Los Llenapistas (II)»                | 26 de julio de 2018     | 1 203 000 (9,7%)  |
| 95          | 15          | «Espérame en el cielo (I)»            | 30 de julio de 2018     | 1 390 000 (10,0%) |
| 96          | 16          | «Espérame en el cielo (II)»           | 31 de julio de 2018     | 1 564 000 (11,9%) |
| 97          | 17          | «Mamma mía (I)»                       | 1 de agosto de 2018     | 1 310 000 (10,6%) |
| 98          | 18          | «Mamma mía (II)»                      | 2 de agosto de 2018     | 1 431 000 (11,7%) |
| 99          | 19          | «Como en casa (I)»                    | 6 de agosto de 2018     | 1 267 000 (9,9%)  |
| 100         | 20          | «Como en casa (II)»                   | 7 de agosto de 2018     | 1 431 000 (11,7%) |
| 101         | 21          | «Diez míticos, la trilogía (I)»       | 8 de agosto de 2018     | 1 578 000 (12,9%) |
| 102         | 22          | «Diez míticos, la trilogía (II)»      | 9 de agosto de 2018     | 1 435 000 (11,7%) |
| 103         | 23          | «Sigue cantando conmigo (I)»          | 29 de agosto de 2018    | 1 786 000 (12,9%) |
| 104         | 24          | «Sigue cantando conmigo (II)»         | 30 de agosto de 2018    | 1 694 000 (12,6%) |
| 105         | Especial    | «Afinando la Navidad»                 | 24 de diciembre de 2018 | 1 503 000 (20,4%) |
| 106         | Especial    | «Eurovisión, la cuenta atrás»         | 18 de mayo de 2019      | 1 446 000 (20,9%) |

### Temporada 8: 2019
| N.º (serie) | N.º (temp.) | Título                                   | Fecha de emisión         | Audiencia         |
| ----------- | ----------- | ---------------------------------------- | ------------------------ | ----------------- |
| 107         | 1           | «Al son del verano»                      | 6 de septiembre de 2019  | 770 000 (8,7%)    |
| 108         | 2           | «Al primer toque»                        | 13 de septiembre de 2019 | 908 000 (6,9%)    |
| 109         | 3           | «Especial Aplauso (Éxitos nacionales)»   | 20 de septiembre de 2019 | 1 161 000 (9,2%)  |
| 110         | 4           | «Especial Aplauso (Ilustres visitantes)» | 27 de septiembre de 2019 | 1 026 000 (8,3%)  |
| 111         | 5           | «Más preguntitas»                        | 4 de octubre de 2019     | 607 000 (5,5%)    |
| 112         | 6           | «Con acento extranjero»                  | 11 de octubre de 2019    | 951 000 (7,7%)    |
| 113         | 7           | «Muy bizarro»                            | 18 de octubre de 2019    | 877 000 (7,3%)    |
| 114         | 8           | «70 y pop»                               | 25 de octubre de 2019    | 1 218 000 (8,9%)  |
| 115         | 9           | «Tu mejor versión»                       | 8 de noviembre de 2019   | 1 044 000 (7,9%)  |
| 116         | 10          | «90 y pop»                               | 15 de noviembre de 2019  | 804 000 (6,5%)    |
| 117         | 11          | «Top Junior»                             | 22 de noviembre de 2019  | 912 000 (6,3%)    |
| 118         | 12          | «Más fuera del tiesto»                   | 29 de noviembre de 2019  | 721 000 (5,4%)    |
| 119         | 13          | «Universo Alaska»                        | 6 de diciembre de 2019   | 857 000 (6,3%)    |
| 120         | Especial    | «Navidance»                              | 24 de diciembre de 2019  | 1 362 000 (19,0%) |

### Temporada 9: 2020
| N.º (serie) | N.º (temp.) | Título                      | Fecha de emisión         | Audiencia         |
| ----------- | ----------- | --------------------------- | ------------------------ | ----------------- |
| 121         | 1           | «Bravo Raffaella»           | 10 de septiembre de 2020 | 492 000 (6,6%)    |
| 122         | 2           | «Más 70 y pop»              | 17 de septiembre de 2020 | 624 000 (8,0%)    |
| 123         | 3           | «Sesión continua»           | 24 de septiembre de 2020 | 666 000 (7,9%)    |
| 124         | 4           | «Tocata, éxitos nacionales» | 1 de octubre de 2020     | 682 000 (7,0%)    |
| 125         | 5           | «Las canciones de la tele»  | 8 de octubre de 2020     | 594 000 (6,7%)    |
| 126         | 6           | «70 y raro»                 | 15 de octubre de 2020    | 468 000 (7,4%)    |
| 127         | 7           | «Aplauso, la trilogía»      | 22 de octubre de 2020    | 397 000 (6,0%)    |
| 128         | 8           | «Locos x la música»         | 29 de octubre de 2020    | 524 000 (7,3%)    |
| 129         | 9           | «Sonrisas de la tele»       | 5 de noviembre de 2020   | 683 000 (8,6%)    |
| 130         | Especial    | «¡Que empiece la fiesta!»   | 24 de diciembre de 2020  | 1 471 000 (17,8%) |

### Temporada 10: 2021
| N.º (serie) | N.º (temp.) | Título                                       | Fecha de emisión         | Audiencia         |
| ----------- | ----------- | -------------------------------------------- | ------------------------ | ----------------- |
| 131         | 1           | «Especial Alejandro Sanz (I)»                | 19 de julio de 2021      | 993 000 (7,8%)    |
| 132         | 2           | «Especial Alejandro Sanz (II)»               | 20 de julio de 2021      | 1 020 000 (8,2%)  |
| 133         | 3           | «Esto es América (I)»                        | 21 de julio de 2021      | 1 017 000 (8,4%)  |
| 134         | 4           | «Esto es América (II)»                       | 22 de julio de 2021      | 1 120 000 (9,5%)  |
| 135         | 5           | «Otra cara de la moneda (I)»                 | 26 de julio de 2021      | 1 401 000 (10,4%) |
| 136         | 6           | «Otra cara de la moneda (II)»                | 27 de julio de 2021      | 996 000 (8,0%)    |
| 137         | 7           | «Todo al ganador (I)»                        | 28 de julio de 2021      | 1 086 000 (8,6%)  |
| 138         | 8           | «Todo al ganador (II)»                       | 29 de julio de 2021      | 1 069 000 (8,9%)  |
| 139         | 9           | «En nuestro corazón (I)»                     | 2 de agosto de 2021      | 1 326 000 (10,6%) |
| 140         | 10          | «En nuestro corazón (II)»                    | 3 de agosto de 2021      | 1 181 000 (9,6%)  |
| 141         | 11          | «Especial Música sí, éxitos nacionales (I)»  | 4 de agosto de 2021      | 1 172 000 (9,4%)  |
| 142         | 12          | «Especial Música sí, éxitos nacionales (II)» | 5 de agosto de 2021      | 1 040 000 (8,8%)  |
| 143         | 13          | «Que te vaya bonito (I)»                     | 9 de agosto de 2021      | 1 231 000 (10,5%) |
| 144         | 14          | «Que te vaya bonito (II)»                    | 10 de agosto de 2021     | 1 290 000 (11,0%) |
| 145         | 15          | «Top baladas (I)»                            | 25 de agosto de 2021     | 1 237 000 (10,4%) |
| 146         | 16          | «Top baladas (II)»                           | 26 de agosto de 2021     | 1 290 000 (10,9%) |
| 147         | 17          | «Salto a la fama (I)»                        | 30 de agosto de 2021     | 1 211 000 (9,0%)  |
| 148         | 18          | «Salto a la fama (II)»                       | 31 de agosto de 2021     | 1 311 000 (10,1%) |
| 149         | 19          | «ABBA (I)»                                   | 6 de septiembre de 2021  | 1 129 000 (7,8%)  |
| 150         | 20          | «ABBA (II)»                                  | 7 de septiembre de 2021  | 1 056 000 (7,5%)  |
| 151         | 21          | «Tocata, ilustres visitantes (I)»            | 14 de septiembre de 2021 | 1 056 000 (7,1%)  |
| 152         | 22          | «Tocata, ilustres visitantes (II)»           | 15 de septiembre de 2021 | 1 005 000 (6,8%)  |
| 153         | 23          | «Especial Miguel Bosé (I)»                   | 21 de septiembre de 2021 | 1 441 000 (9,3%)  |
| 154         | 24          | «Especial Miguel Bosé (II)»                  | 22 de septiembre de 2021 | 1 315 000 (8,6%)  |
| 155         | Especial    | «Una noche superlatina»                      | 24 de diciembre de 2021  | 1 073 000 (15,8%) |

### Temporada 11: 2022
| N.º (serie) | N.º (temp.) | Título                       | Fecha de emisión        | Audiencia         |
| ----------- | ----------- | ---------------------------- | ----------------------- | ----------------- |
| 156         | Especial    | «Momentazos eurovisivos»     | 14 de mayo de 2022      | 906 000 (26,3%)   |
| 157         | 1           | «Bailad, bailad benditos»    | 3 de agosto de 2022     | 1 030 000 (10,1%) |
| 158         | 2           | «Maestro Íñigo»              | 10 de agosto de 2022    | 871 000 (9,0%)    |
| 159         | 3           | «Y Olé»                      | 17 de agosto de 2022    | 788 000 (7,7%)    |
| 160         | 4           | «De todo corazón, corazón»   | 24 de agosto de 2022    | 748 000 (7,3%)    |
| 161         | 5           | «Especial Camilo Sesto»      | 7 de septiembre de 2022 | 770 000 (6,5%)    |
| 162         | 6           | «A 70 por hora»              | 19 de octubre de 2022   | 1 061 000 (7,3%)  |
| 163         | 7           | «Que el tiempo no te cambie» | 19 de octubre de 2022   | 930 000 (7,6%)    |
| 164         | 8           | «Pioneras de la televisión»  | 26 de octubre de 2022   | 955 000 (6,7%)    |
| 165         | 9           | «Las joyas del archivo»      | 26 de octubre de 2022   | 770 000 (6,7%)    |
| 166         | 10          | «Programación infantil»      | 2 de noviembre de 2022  | 899 000 (7,9%)    |
| 167         | 11          | «Especial Julio Iglesias»    | 8 de noviembre de 2022  | 1 079 000 (9,5%)  |
| 168         | 12          | «Versiones increíbles»       | 24 de noviembre de 2022 | 1 113 000 (7,8%)  |
| 169         | Especial    | «Nochebuenas canciones»      | 25 de diciembre de 2022 | 931 000 (15,4%)   |

### Temporada 12: 2023
| N.º (serie) | N.º (temp.) | Título                          | Fecha de emisión        | Audiencia         |
| ----------- | ----------- | ------------------------------- | ----------------------- | ----------------- |
| 170         | 1           | «Parece que fue ayer»           | 1 de junio de 2023      | 1 038 000 (8,3%)  |
| 171         | 2           | «Zoombados»                     | 8 de junio de 2023      | 823 000 (6,7%)    |
| 172         | 3           | «Especial Raphael»              | 22 de junio de 2023     | 709 000 (6,1%)    |
| 173         | 4           | «Tocando el cielo»              | 22 de junio de 2023     | 536 000 (6,1%)    |
| 174         | 5           | «Euroversiones»                 | 6 de julio de 2023      | 846 000 (7,9%)    |
| 175         | 6           | «80 y pop»                      | 9 de agosto de 2023     | 493 000 (7,8%)    |
| 176         | 7           | «Especial Mercedes Milá»        | 16 de agosto de 2023    | 501 000 (7,6%)    |
| 177         | 8           | «Marcados por Eurovisión»       | 23 de agosto de 2023    | 414 000 (6,5%)    |
| 178         | 9           | «Spanish Dance»                 | 30 de agosto de 2023    | 542 000 (8,3%)    |
| 179         | 10          | «60 y pop»                      | 6 de septiembre de 2023 | 270 000 (5,4%)    |
| 180         | Especial    | «¡Qué noche la de aquel siglo!» | 25 de diciembre de 2023 | 1 080 000 (18,8%) |

### Temporada 13: 2024
| N.º (serie) | N.º (temp.) | Título                    | Fecha de emisión         | Audiencia       |
| ----------- | ----------- | ------------------------- | ------------------------ | --------------- |
| 181         | 1           | «Me siento bien»          | 13 de septiembre de 2024 | 496 000 (6,1%)  |
| 182         | 2           | «Más Íñigo»               | 20 de septiembre de 2024 | 638 000 (7,4%)  |
| 183         | 3           | «¿Cómo están ustedes?»    | 27 de septiembre de 2024 | 580 000 (6,9%)  |
| 184         | 4           | «El último guateque»      | 4 de octubre de 2024     | 471 000 (5,3%)  |
| 185         | 5           | «Ellas dan la nota»       | 11 de octubre de 2024    | 638 000 (7,3%)  |
| 186         | 6           | «Flores eternas»          | 18 de octubre de 2024    | 460 000 (5,4%)  |
| 187         | 7           | «Más 80 y pop»            | 25 de octubre de 2024    | 320 000 (4,6%)  |
| 188         | 8           | «Empareja2»               | 8 de noviembre de 2024   | 458 000 (5,3%)  |
| 189         | 9           | «Momentos descatalogados» | 22 de noviembre de 2024  | 512 000 (5,3%)  |
| 190         | 10          | «Especial Nino Bravo»     | 29 de noviembre de 2024  | 340 000 (5,7%)  |
| 191         | Especial    | «Aires de fiesta»         | 25 de diciembre de 2024  | 989 000 (20,5%) |

### Temporada 14: 2025
| N.º (serie) | N.º (temp.) | Título                  | Fecha de emisión    | Audiencia      |
| ----------- | ----------- | ----------------------- | ------------------- | -------------- |
| 192         | Especial    | «Euroestrellas»         | 16 de mayo de 2025  | 632 000 (6,8%) |
| 193         | 1           | «Los reyes del popurrí» | 24 de julio de 2025 | 838 000 (9,0%) |

### Temporadas especiales

#### Grandes éxitos: 2019-2021-2022-2025
| N.º (serie) | N.º (temp.) | Título                                | Fecha de emisión         | Audiencia         |
| ----------- | ----------- | ------------------------------------- | ------------------------ | ----------------- |
| 1           | 1           | «Sombra aquí»                         | 5 de agosto de 2019      | 1 153 000 (9,3%)  |
| 2           | 2           | «Responda otra vez»                   | 6 de agosto de 2019      | 1 349 000 (11,1%) |
| 3           | 3           | «Dúos inolvidables (I)»               | 7 de agosto de 2019      | 1 549 000 (12,5%) |
| 4           | 4           | «Dúos inolvidables (II)»              | 4 de agosto de 2019      | 1 411 000 (12,3%) |
| 5           | 5           | «¿Te has mirado en el espejo?»        | 12 de agosto de 2019     | 1 544 000 (12,5%) |
| 6           | 6           | «Míticos de la tele (I)»              | 13 de agosto de 2019     | 1 309 000 (11,0%) |
| 7           | 7           | «Míticos de la tele (II)»             | 14 de agosto de 2019     | 1 169 000 (11,0%) |
| 8           | 8           | «Eres diferente (profetas catódicos)» | 15 de agosto de 2019     | 1 228 000 (11,7%) |
| 9           | 9           | «A fuego lento»                       | 19 de agosto de 2019     | 1 238 000 (10,0%) |
| 10          | 10          | «Mañanas de primera»                  | 20 de agosto de 2019     | 1 282 000 (10,3%) |
| 11          | 11          | «De temazo en temazo»                 | 21 de agosto de 2019     | 1 683 000 (13,8%) |
| 12          | 12          | «Te echo de menos»                    | 22 de agosto de 2019     | 1 429 000 (11,9%) |
| 13          | 13          | «Momentazos de la tele»               | 26 de agosto de 2019     | 1 805 000 (13,2%) |
| 13          | 13          | «Jóvenes prodigios»                   | 27 de agosto de 2019     | 1 622 000 (12,5%) |
| 14          | 14          | «Reyes de la disco»                   | 28 de agosto de 2019     | 1 642 000 (12,9%) |
| 15          | 15          | «Los N.º 1 de los 70»                 | 23 de septiembre de 2021 | 1 621 000 (10,6%) |
| 16          | 16          | «Música de películas»                 | 28 de septiembre de 2021 | 1 219 000 (8,1%)  |
| 17          | 17          | «Superhits de Aplauso»                | 29 de septiembre de 2021 | 1 246 000 (8,3%)  |
| 18          | 18          | «¿Dónde está mi cámara?»              | 30 de septiembre de 2021 | 1 234 000 (8,2%)  |
| 19          | 19          | «Sintonías animadas»                  | 5 de octubre de 2021     | 1 223 000 (8,2%)  |
| 20          | 20          | «Raro, raro, raro»                    | 12 de octubre de 2021    | 1 226 000 (8,0%)  |
| 21          | 21          | «Un aplauso extranjero»               | 13 de octubre de 2021    | 1 039 000 (6,7%)  |
| 22          | 22          | «Estás en tu casa»                    | 14 de octubre de 2021    | 988 000 (6,5%)    |
| 23          | 23          | «¡Toma versiones!»                    | 19 de octubre de 2021    | 1 163 000 (7,6%)  |
| 24          | 24          | «Tocatamanía»                         | 21 de octubre de 2021    | 1 214 000 (7,9%)  |
| 25          | 25          | «Locos por Eurovisión»                | 26 de octubre de 2021    | 1 013 000 (9,2%)  |
| 26          | 26          | «La tele de tu vida»                  | 27 de octubre de 2021    | 1 148 000 (7,4%)  |
| 27          | 27          | «Mecano-grafía»                       | 28 de octubre de 2021    | 1 334 000 (8,7%)  |
| 28          | 28          | «Quemando la pista (I)»               | 2 de noviembre de 2021   | 981 000 (6,4%)    |
| 29          | 29          | «Quemando la pista (II)»              | 3 de noviembre de 2021   | 1 070 000 (6,8%)  |
| 30          | 30          | «Quién te ha visto...»                | 4 de noviembre de 2021   | 1 191 000 (7,6%)  |
| 31          | 31          | «Los super temazos (I)»               | 9 de noviembre de 2021   | 1 170 000 (7,4%)  |
| 32          | 32          | «Los super temazos (II)»              | 10 de noviembre de 2021  | 1 240 000 (7,9%)  |
| 33          | 33          | «Hasta aquí puedo leer»               | 16 de noviembre de 2021  | 1 269 000 (8,3%)  |
| 34          | 34          | «Especial Raffaella Carrà»            | 17 de noviembre de 2021  | 949 000 (6,0%)    |
| 35          | 35          | «Unidos por la música»                | 18 de noviembre de 2021  | 1 363 000 (9,0%)  |
| 36          | 36          | «Los desclasificados»                 | 23 de noviembre de 2021  | 1 102 000 (7,0%)  |
| 37          | 37          | «Todo por la moda»                    | 24 de noviembre de 2021  | 1 271 000 (7,8%)  |
| 38          | 38          | «Es mi momento»                       | 25 de noviembre de 2021  | 1 205 000 (7,5%)  |
| 39          | 39          | «Arrimados»                           | 30 de noviembre de 2021  | 1 000 000 (6,5%)  |
| 40          | 40          | «Momentos imborrables»                | 1 de diciembre de 2021   | 1 042 000 (6,5%)  |
| 41          | 41          | «Campana y se acabó»                  | 2 de diciembre de 2021   | 1 372 000 (8,8%)  |
| 42          | 42          | «Viva el rock»                        | 6 de diciembre de 2021   | 1 117 000 (7,2%)  |
| 43          | 43          | «Programas inmortales»                | 7 de diciembre de 2021   | 990 000 (7,3%)    |
| 44          | 44          | «Un paso al frente»                   | 8 de diciembre de 2021   | 1 241 000 (7,8%)  |
| 45          | 45          | «El secreto del éxito»                | 9 de diciembre de 2021   | 1 322 000 (8,2%)  |
| 46          | 46          | «Con vocación musical»                | 14 de diciembre de 2021  | 1 085 000 (7,1%)  |
| 47          | 47          | «Rompiendo moldes»                    | 15 de diciembre de 2021  | 1 149 000 (7,4%)  |
| 48          | 48          | «Sin complejos»                       | 16 de diciembre de 2021  | 1 218 000 (7,9%)  |
| 49          | 49          | «Programas legendarios (I)»           | 21 de diciembre de 2021  | 1 176 000 (7,4%)  |
| 50          | 50          | «Programas legendarios (II)»          | 22 de diciembre de 2021  | 1 257 000 (8,0%)  |
| 51          | 51          | «De tiros largos»                     | 23 de diciembre de 2021  | 1 113 000 (7,3%)  |
| 52          | 52          | «El precio de la fama»                | 29 de diciembre de 2021  | 1 399 000 (8,9%)  |
| 53          | 53          | «A paso lento»                        | 30 de diciembre de 2021  | 1 400 000 (9,4%)  |
| 54          | 54          | «Cruzando el charco»                  | 4 de enero de 2022       | 1 486 000 (9,3%)  |
| 55          | 55          | «Canciones infantiles»                | 5 de enero de 2022       | 1 425 000 (9,3%)  |
| 56          | 56          | «A mi manera»                         | 11 de enero de 2022      | 1 077 000 (6,7%)  |
| 57          | 57          | «Siempre en nuestro archivo»          | 12 de enero de 2022      | 1 083 000 (6,6%)  |
| 58          | 58          | «De cabeza a la fama»                 | 13 de enero de 2022      | 1 260 000 (7,7%)  |
| 59          | 59          | «La familia es la familia»            | 17 de enero de 2022      | 1 331 000 (8,3%)  |
| 60          | 60          | «Idiomas nivel...¿Avanzado?»          | 18 de enero de 2022      | 1 144 000 (7,1%)  |
| 61          | 61          | «Cada uno por su lado»                | 19 de enero de 2022      | 1 156 000 (7,3%)  |
| 62          | 62          | «¿Amante o bandido?»                  | 20 de enero de 2022      | 1 141 000 (7,0%)  |
| 63          | 63          | «La misma canción»                    | 24 de enero de 2022      | 1 204 000 (7,3%)  |
| 64          | 64          | «Una saga triunfal»                   | 25 de enero de 2022      | 1 258 000 (7,8%)  |
| 65          | 65          | «Locos por Eurovisión»                | 26 de enero de 2022      | 1 463 000 (9,2%)  |
| 66          | 66          | «Más locos por Eurovisión»            | 27 de enero de 2022      | 1 572 000 (10,0%) |
| 67          | 67          | «Viven en nuestro corazón»            | 31 de enero de 2022      | 1 338 000 (8,2%)  |
| 68          | 68          | «ABBAmanía»                           | 1 de febrero de 2022     | 1 193 000 (7,4%)  |
| 69          | 69          | «Pisando fuerte»                      | 2 de febrero de 2022     | 934 000 (5,9%)    |
| 70          | 70          | «Superfans»                           | 3 de febrero de 2022     | 1 018 000 (6,1%)  |
| 71          | 71          | «Italianissimo»                       | 5 de agosto de 2025      | 978 000 (10,8%)   |

#### La noche temática: 2022-2023
| N.º (serie) | N.º (temp.) | Título                       | Fecha de emisión        | Audiencia         |
| ----------- | ----------- | ---------------------------- | ----------------------- | ----------------- |
| 1           | 1           | «70 imprescindibles»         | 15 de noviembre de 2022 | 1 100 000 (7,7%)  |
| 2           | 2           | «70 éxitos»                  | 15 de noviembre de 2022 | 1 135 000 (10,1%) |
| 3           | 3           | «70 temazos»                 | 16 de noviembre de 2022 | 656 000 (9,0%)    |
| 4           | 4           | «70 creativos»               | 16 de noviembre de 2022 | 432 000 (10,8%)   |
| 5           | 5           | «Todo Tocata»                | 22 de noviembre de 2022 | 921 000 (6,4%)    |
| 6           | 6           | «Todo Aplauso nacional»      | 22 de noviembre de 2022 | 983 000 (8,5%)    |
| 7           | 7           | «Todo Aplauso internacional» | 22 de noviembre de 2022 | 595 000 (7,7%)    |
| 8           | 8           | «Todo Música sí»             | 23 de noviembre de 2022 | 352 000 (8,2%)    |
| 9           | 9           | «Después de Eurovisión»      | 6 de diciembre de 2022  | 1 378 000 (9,5%)  |
| 10          | 10          | «Euromomentos»               | 6 de diciembre de 2022  | 1 325 000 (11,2%) |
| 11          | 11          | «El reto de Eurovisión»      | 7 de diciembre de 2022  | 678 000 (10,3%)   |
| 12          | 12          | «Jóvenes top»                | 7 de diciembre de 2022  | 443 000 (9,5%)    |
| 13          | 13          | «Más versiones increíbles»   | 8 de diciembre de 2022  | 1 214 000 (8,3%)  |
| 14          | 14          | «Todo ABBA»                  | 13 de diciembre de 2022 | 1 674 000 (11,1%) |
| 15          | 15          | «Todo Mecano»                | 13 de diciembre de 2022 | 1 267 000 (10,4%) |
| 16          | 16          | «Todo Bosé»                  | 13 de diciembre de 2022 | 794 000 (9,5%)    |
| 17          | 17          | «Todo Un, dos, tres...»      | 14 de diciembre de 2022 | 409 000 (9,1,%)   |
| 18          | 18          | «Rescatados del archivo»     | 15 de diciembre de 2022 | 864 000 (6,1%)    |
| 19          | 19          | «Famosos tan jóvenes»        | 20 de diciembre de 2022 | 1 077 000 (7,2%)  |
| 20          | 20          | «Famosos con estrella»       | 20 de diciembre de 2022 | 1 231 000 (9,0%)  |
| 21          | 21          | «La música conserva»         | 20 de diciembre de 2022 | 1 211 000 (11,0%) |
| 22          | 22          | «Un paso adelante»           | 21 de diciembre de 2022 | 691 000 (8,6%)    |
| 23          | 23          | «Camino a la fama»           | 21 de diciembre de 2022 | 459 000 (8,8%)    |
| 24          | 24          | «Temazos míticos»            | 27 de diciembre de 2022 | 1 207 000 (8,5%)  |
| 25          | 25          | «Temazos eternos»            | 27 de diciembre de 2022 | 1 252 000 (9,9%)  |
| 26          | 26          | «Temazos a duo»              | 27 de diciembre de 2022 | 1 047 000 (11,1%) |
| 27          | 27          | «Temazos imprescindibles»    | 28 de diciembre de 2022 | 590 000 (9,8%)    |
| 28          | 28          | «Estudiando idiomas»         | 10 de enero de 2023     | 879 000 (6,0%)    |
| 29          | 29          | «Poniendo el acento»         | 10 de enero de 2023     | 1 133 000 (9,1%)  |
| 30          | 30          | «Visto como quiero»          | 10 de enero de 2023     | 953 000 (10,6%)   |
| 31          | 31          | «Lo + extraño»               | 11 de enero de 2023     | 560 000 (10,2%)   |
| 32          | 32          | «Siempre con nosotros»       | 16 de enero de 2023     | 1 028 000 (7,0%)  |
| 33          | 33          | «Vivos en el recuerdo»       | 16 de enero de 2023     | 1 020 000 (8,7%)  |
| 34          | 34          | «Estrellas en el cielo»      | 16 de enero de 2023     | 605 000 (7,4%)    |
| 35          | 35          | «El mito Raffaella»          | 17 de enero de 2023     | 412 000 (8,8%)    |
| 36          | 36          | «Todos a cantar»             | 23 de enero de 2023     | 1 002 000 (7,5%)  |
| 37          | 37          | «Seguimos cantando»          | 24 de enero de 2023     | 419 000 (7,7%)    |
| 38          | 38          | «Bailar pegados»             | 6 de febrero de 2023    | 1 025 000 (6,7%)  |
| 39          | 39          | «Con coreografías»           | 6 de febrero de 2023    | 1 025 000 (8,5%)  |
| 40          | 40          | «Distancias cortas»          | 6 de febrero de 2023    | 645 000 (8,3%)    |
| 41          | 41          | «¿Quedamos en la disco?»     | 7 de febrero de 2023    | 410 000 (9,8%)    |
| 42          | 42          | «Por siempre Bosé»           | 20 de febrero de 2023   | 783 000 (6,2%)    |
| 43          | 43          | «70 hits»                    | 22 de febrero de 2023   | 1 150 000 (7,9%)  |
| 44          | 44          | «Por siempre Mecano»         | 23 de febrero de 2023   | 804 000 (5,4%)    |
| 45          | 45          | «Hacia el estrellato»        | 6 de marzo de 2023      | 980 000 (6,4%)    |

#### Exprés: 2025
| N.º (serie) | N.º (temp.) | Título                         | Fecha de emisión     | Audiencia       |
| ----------- | ----------- | ------------------------------ | -------------------- | --------------- |
| 1           | 1           | «Los momentazos de Íñigo (I)»  | 17 de julio de 2025  | 746 000 (7,7%)  |
| 2           | 2           | «Los momentazos de Íñigo (II)» | 29 de julio de 2025  | 733 000 (7,7%)  |
| 3           | 3           | «¿Quién dijo miedo?»           | 30 de julio de 2025  | 877 000 (9,4%)  |
| 4           | 4           | «Música en femenino (I)»       | 31 de julio de 2025  | 962 000 (10,8%) |
| 5           | 5           | «Música en femenino (II)»      | 5 de agosto de 2025  | 854 000 (9,4%)  |
| 6           | 6           | «Inmortales»                   | 6 de agosto de 2025  | 853 000 (9,8%)  |
| 7           | 7           | «Presentado por... (I)»        | 7 de agosto de 2025  | 739 000 (8,8%)  |
| 8           | 8           | «Presentado por... (II)»       | 12 de agosto de 2025 | 735 000 (8,2%)  |
| 9           | 9           | «Historia de una canción (I)»  | 14 de agosto de 2025 | 835 000 (10,7%) |
| 10          | 10          | «Historia de una canción (II)» | 19 de agosto de 2025 | 710 000 (7,7%)  |